# Trichomyia ivani
Trichomyia ivani är en tvåvingeart som beskrevs av Freddy Bravo 2001. Trichomyia ivani ingår i släktet Trichomyia och familjen fjärilsmyggor. Inga underarter finns listade i Catalogue of Life.